# Livre de prière commune (1549)

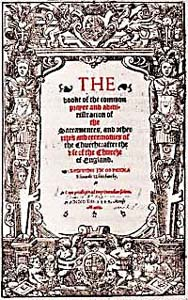
Book of common prayer 1549

Le Livre de Prière Commune de 1549 est la version originale du Livre de prière commune dont certaines versions sont toujours en usage comme ouvrage liturgique par l'église anglicane. Rédigé pendant la Réforme anglaise, ce livre est pour l'essentiel l'œuvre de Thomas Cranmer sur la base de plusieurs autres ouvrages. Les convictions protestantes de Cranmer apparaissent dans le texte sans que les formes traditionnelles et la terminologie du Sacrement héritée de la liturgie Catholique médiévale ne soient fondamentalement remises en cause. Critiqué par les protestants qui le jugeaient trop traditionnel, il est supplanté par la version révisée de 1552 du Livre de la Prière Commune (en).

## Titre
Le titre original est Le Livre de prière commune et de l'administration des sacrements, et autres rites et cérémonies de l'Église selon l'usage de l'Église d'Angleterre. Ce titre se réfère à trois rites spécifiques : la prière commune (prière du matin et du soir), le Sacrement et les « autres rites et cérémonies ».

## Contexte historique
Le culte paroissial de la fin du Moyen Âge en Angleterre se conforme au rite romain. Le prêtre dit ou chante la liturgie en latin, mais la liturgie elle-même peut varier en fonction des pratiques locales. La forme la plus courante dans le sud de l'Angleterre est de loin le Rite de Sarum. Au lieu d'un livre unique, les pratiques proposées par le Book of Common Prayer se trouvent dans le Missel (la messe), le Bréviaire (les offices quotidiens), le Manuel (pour le baptême, le mariage, les enterrements, etc.) et les offices pontificaux (servis par un Évêque : confirmation, ordination). Les chants (plain-chant) pour le culte se trouvent dans le Graduel pour la messe, l'Antiphonaire pour les offices et le Processionale pour les litanies.

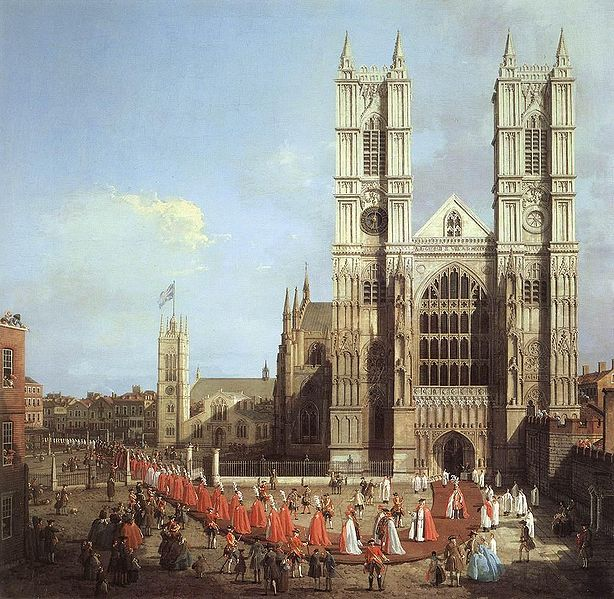
Westminster Abbey par Canaletto

Le calendrier liturgique suit le calendrier romain mais il inclut également les fêtes locales, il détermine ce qui est lu lors des offices quotidiens et de la messe. Dans les années 1500, le calendrier devient compliqué et difficile à utiliser ; de plus, la plupart des lectures ne sont pas tirées de la Bible, mais de légendes se rapportant à la vie des saints. Lorsque des textes sacrés sont dits, on n'en lit que de brefs passages avant de passer à un autre chapitre. En conséquence il y a une totale discontinuité dans la Lectio continua (en) au cours de l'année.
Le livre de prière commune est un produit de la Réforme anglaise qui débute dans les années 1530 lorsque Henri VIII décrète la rupture de l'Église d'Angleterre avec l'Église catholique romaine et rejette l'autorité du pape. En ce qui concerne la liturgie, les réformateurs protestants préconisent de remplacer le latin par l'anglais, d'accentuer la participation des laïcs, d'intensifier les sermons et la lecture de la Bible, et de conformer la liturgie à la théologie protestante. Henri VIII, malgré sa rupture avec le Pape, reste assez conservateur dans sa conception religieuse, et les protestants ne font guère évoluer la liturgie sous son règne.
L'élaboration d'une liturgie en langue anglaise est en grande partie réalisée par Thomas Cranmer, archevêque de Canterbury, d'abord avec prudence sous le règne d'Henri VIII, puis de manière plus radicale sous celui de son fils Édouard VI. À ses débuts, Cranmer est principalement un humaniste conservateur, admirateur d'Érasme, mais ses contacts avec des réformateurs protestants d'Europe continentale font peu à peu évoluer ses convictions. À la fin des années 1530, Cranmer se rapproche de plus en plus des opinions luthériennes. Au moment de la publication du premier livre de prières, Cranmer partage de nombreux points communs avec des théologiens réformés tels que Martin Bucer et Heinrich Bullinger.

## Théologie
Le livre de prière commune reste relativement conservateur si on le compare aux liturgies des autres églises réformées de la même époque, pour l'Angleterre, cependant, il représente un changement théologique majeur vers le protestantisme. La préface, dans laquelle Cranmer insiste sur la nécessité d'un nouveau livre de prières, commence ainsi : « Il n'y a jamais rien eu d'aussi bien conçu par l'esprit de l'homme, ni d'aussi bien établi, qui n'ait pas été corrompu au fil du temps ».
Cranmer partage l'approche de la théologie protestante réformée, ce qui apparait clairement dans l'amendement systématique qu'il effectue pour supprimer toute idée que le mérite humain contribue au salut d'un individu. En effet, la doctrine de la justification par la foi seule et de la prédestination sont au cœur de la théologie de Cranmer. Dans la justification, Dieu accorde à l'individu la foi par laquelle la justice du Christ est revendiquée et le pécheur est pardonné. Cette doctrine, implicite dans tout le livre de prières, a des implications fondamentales pour la compréhension du sacrement. Pour Cranmer, un sacrement est le « signe d'une chose sainte » mais n'est pas cette chose sainte. Selon ce concept, Cranmer considère qu'une personne qui n'est pas un élu de Dieu ne bénéficie que de l'apparence du sacrement (être lavé lors du baptême ou manger le pain lors de la communion), mais ne reçoit pas la grâce proprement dite. Seuls les élus reçoivent réellement le sacrement et la grâce. Pour lui, la foi - qui est un don que seuls les élus reçoivent - unit le signe extérieur de la grâce à la grâce intérieure et rend le sacrement efficient. Cette position, conforme aux valeurs des Églises réformées, est contraire à celles des catholiques romains et des luthériens.

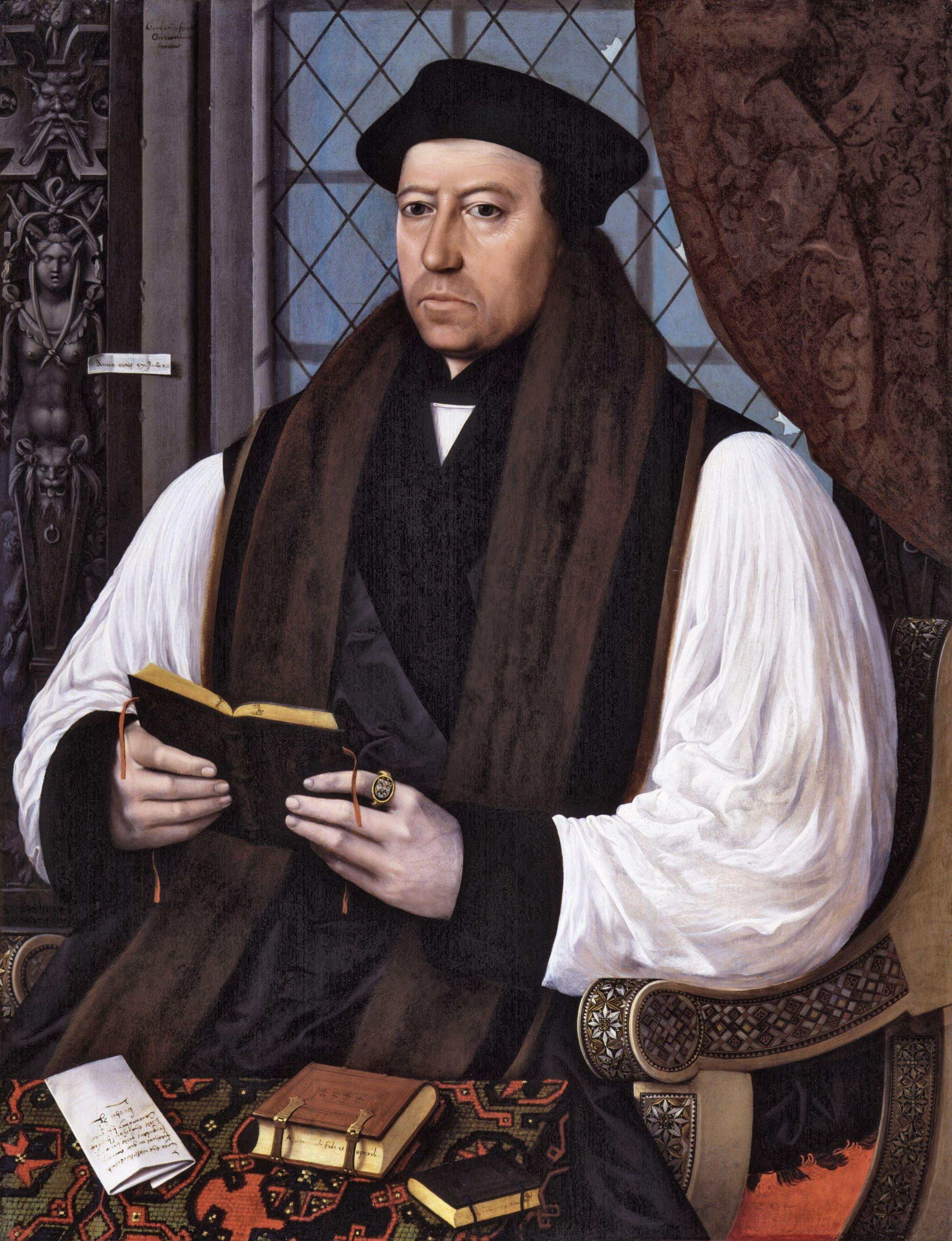
Thomas Cranmer par Flicke

Les protestants sont particulièrement hostile à l'enseignement de l'église catholique pour qui chaque messe est un nouveau sacrifice de Jésus pour la rédemption du monde. Pour les réformateurs, croire que la messe est une offrande propitiatoire qui peut pardonner les péchés revient à compter sur l'action de l'homme plutôt qu'en foi en le Christ, ce qui est incompatible avec la justification par la foi. Les protestants considèrent que l'Eucharistie est une représentation en mémoire du sacrifice du Christ, mais pas le sacrifice lui-même. Ils rejettent également la doctrine catholique de la transsubstantiation selon laquelle, pendant l'Eucharistie, le pain et le vin sacramentels sont transformés en chair et sang du Christ sans changer pour autant d'apparence. Pour les protestants, la transsubstantiation, qui s'apparente trop à de la magie, n'est pas une justification assez crédible pour rendre ce phénomène acceptable.
Les protestants sont opposés au principe du sacrement de pénitence et de réconciliation (confession) pour deux raisons. La première est que la confession privée (ou auriculaire) des péchés, que les paroissiens sont censés faire au moins une fois par an, interpose un prêtre entre les chrétiens et Dieu. Pour les protestants, le pardon doit être recherché directement auprès de Dieu. La deuxième raison est que le sacrement de pénitence exige une réelle bonne action en signe de contrition.
Les protestants pensent qu'après la mort, il y a soit la vie éternelle, soit la damnation éternelle, selon qu'on a foi en le Christ ou qu'on l'a rejeté. Les protestants ne croient donc pas dans le purgatoire, un état dans lequel, pour les catholiques, les âmes sont punies pour les péchés véniels ou mineurs et les péchés qui n'ont jamais été confessés. L'Église catholique affirme également que les vivants peuvent réduire la durée du séjour des âmes au purgatoire, notamment en faisant de bonnes œuvres telles que les aumônes, la prière aux saints et en particulier à la Vierge Marie, et la prière pour les morts, en particulier dans le cadre de la messe. Le concept du purgatoire ne figure pas dans le Livre de prière commune, pas plus que les prières aux saints dans la liturgie qui ont également été supprimées par Cranmer. Pour lui, les chrétiens se réunissent dans l'église pour parler à Dieu et entendre sa parole, de façon sobrement, directe et en anglais. On leur rappelle qu'il ne peut y avoir qu'un seul intermédiaire entre eux et Dieu, Jésus Christ. Rien d'autre n'importe et donc, personne d'autre n'est invoqué. La seule chose importante est son jugement et c'est par la foi seule que s'obtient son pardon à l'heure du jugement dernier.
Cranmer et ses alliés protestants sont contraints composer avec les évêques catholiques qui détiennent beaucoup d'influence à la Chambre des Lords. La forme finale du Livre de prière commune de 1549 ne satisfait, au final, ni les protestants ni les catholiques. Pour l'historien Albert Pollard il n'était « ni romain, ni Zwinglien (en), et encore moins calviniste, et c'est principalement pour cette raison qu'il a été qualifié de luthérien ».

## Un long travail de rédaction
Sous le règne d'Henri VIII, l'anglais prend progressivement sa place dans les offices, à côté du latin. L'utilisation de la Great Bible en anglais, elle même issue de la Bible Tyndale, est autorisée en 1538, et les prêtres sont même tenus de la lire pendant les offices. Le premier rite en anglais de l'Église d'Angleterre est l'Exhortation and Litany, publié en 1544. Il ne s'agit pas d'une simple traduction du latin mais d'une modification qui va dans le sens de l'idéologie protestante. La réduction drastique de l'invocation des saints, qui était la partie principale, est réduite à trois implorations. La litanie est d'ailleurs incluse dans le premier livre de prière commune.

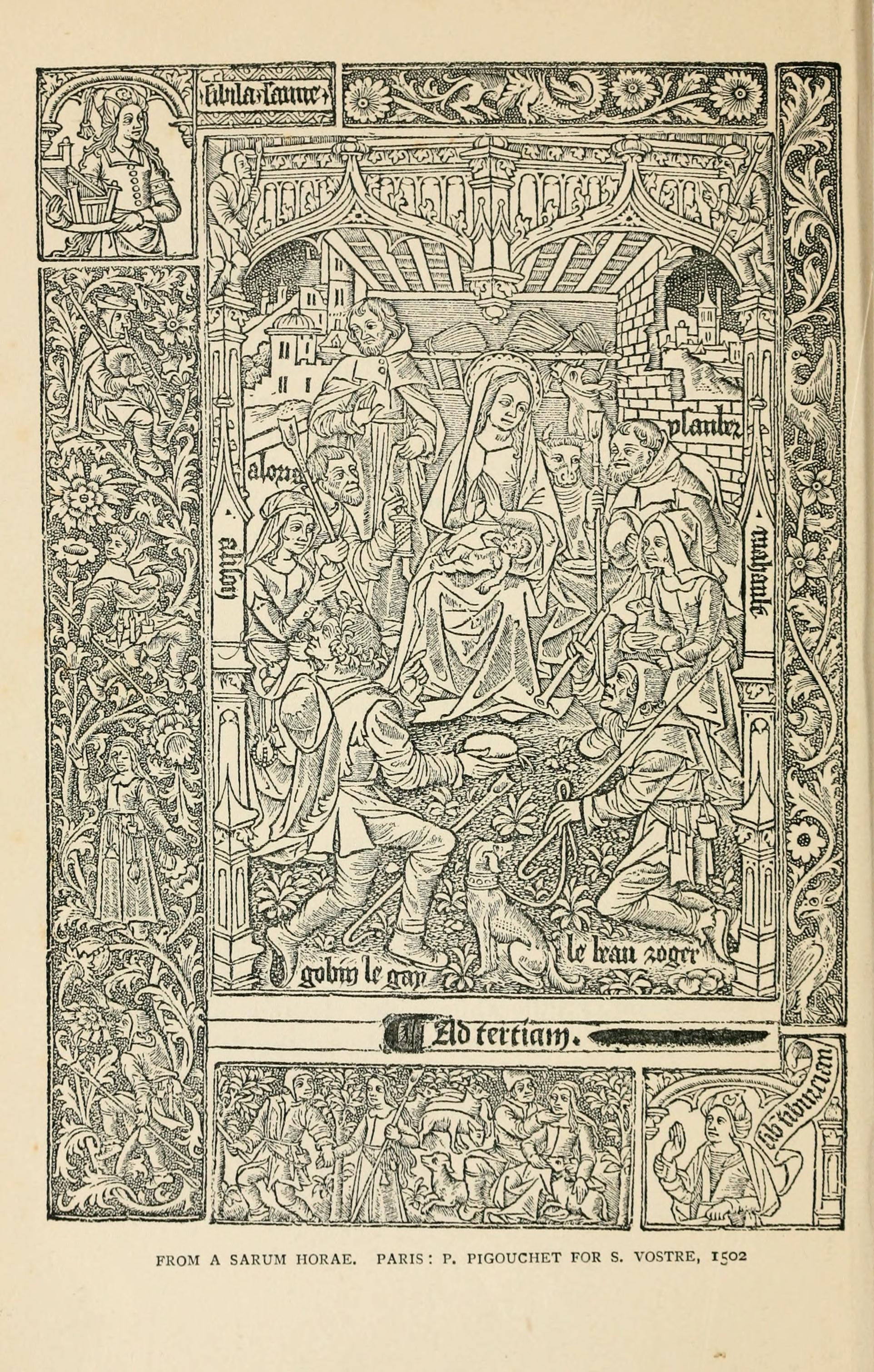
Livre d’heures à l’usage de Sarum

Ce n'est qu'après la mort d'Henri VIII et l'avènement d'Édouard VI en 1547 que la révision a pu aller plus loin. En 1548, conformément à la loi sur les sacrements de 1547, un texte liturgique en anglais publié sous le titre The Order of the Communion, est ajouté à la messe latine. Il permettait aux laïcs de recevoir la communion sous les deux formes (le pain et le vin), rompant ainsi avec la pratique de l'Église catholique qui, depuis le XIIIe siècle, ne donnait aux laïcs que le pain. Le texte The Order of the Communion est incorporé au nouveau livre de prières en grande partie inchangé.
Dans le même temps, le projet d'un livre de prières complet en langue anglaise est lancé, Cranmer est responsable de l'édition et de la structure globale du livre, et il s'appuie pour cela sur des sources existantes. Il utilise notamment le rite de Sarum et les livres de prière traditionnels (Missel, Manuel, Pontifical et Bréviaire) ainsi que sur les abécédaires anglais utilisés par les laïcs. D'autres traditions liturgiques chrétiennes ont également influencé Cranmer, notamment les textes grecs orthodoxes et mozarabes. Ces rites avaient l'avantage d'être catholiques, mais pas catholiques romains. Il utilise également la révision faite par le cardinal Quiñones des offices quotidiens ainsi que des textes allemands, notamment les travaux commandés par Hermann de Wied, archevêque de Cologne et Andreas Osiander (auquel il était lié par le mariage). De nombreuses formules sont caractéristiques du réformateur allemand Martin Bucer, de l'Italien Pierre Martyr (qui séjournait chez Cranmer alors qu'il terminait le projet) ou de son chapelain, Thomas Beccon.
Au départ de la rédaction, les évêques et les théologiens ont commencé par remplir des questionnaires sur la théologie liturgique. En septembre 1548, des évêques et des membres du clergé se réunissent à l'abbaye de Chertsey, puis à Windsor, pour convenir que les offices religieux doivent se tenir en anglais. Ces réunions sont probablement les dernières étapes d'un long processus de composition et de révision. En décembre 1548, les évêques traditionalistes et protestants débattent de la théologie eucharistique du livre de prières à la Chambre des Lords. Malgré l'opposition des conservateurs, le Parlement adopte l'Acte d'uniformité le 21 janvier 1549, et le nouveau Livre de prières communes est utilisé pour la Pentecôte, le 9 juin.

## Contenu
Le livre de prière commune remplace les différents usages liturgiques latins régionaux (tels que ceux de Sarum, d'York ou d'Hereford) par une liturgie commune en langue anglaise. Son utilisation est beaucoup moins compliquée que l'ancien système, qui nécessitait plusieurs livres. Le livre de prière commune organise les offices quotidiens, les lectures bibliques pour les dimanches et pour les fêtes chrétiennes, les offices pour la communion, le baptême, la confirmation, le mariage, la visite aux malades, l'enterrement, la purification des femmes et le mercredi des Cendres. Comme il contient également un calendrier et un lectionnaire, seuls une Bible et un Psautier sont nécessaire au prêtre en complément du livre de prière commune. Un office pour l'ordination des prêtres est ajouté en 1550.

## Habits religieux
Les prêtres revêtaient des habits spécifiques pour chaque office. Pour la Sainte-Cène, ils portaient une aube et une chape blanche. Pour la prière du matin et du soir, les baptêmes et les enterrements, les prêtres portaient le surplis. Les évêques portaient un rochet, un surplis ou une aube et une chape. Lors de la consécration, les évêques devaient porter une chimère (en) noire sur un rochet blanc. Cette obligation déplut à John Hooper qui refusa, dans un premier temps, de porter ces vêtements pour devenir évêque de Gloucester. Son refus déclencha la première controverse sur les vêtements dans l'Église d'Angleterre.

## Musique
Traditionnellement, des chants monophoniques (non polyphoniques) animent la messe en latin et l'office quotidien. Alors que les églises luthériennes d'Allemagne intègrent toujours le chant dans leurs offices, d'autres églises protestantes d'Europe le remplacent par une simple psalmodie. Les réformateurs anglais, comme les luthériens, conservent l'usage du chant pour leurs nouveaux offices en anglais, mais ils le simplifient pour que le texte liturgique puisse être plus facilement compris. Cette question est assez sensible pour les humanistes tels qu'Érasme. Cranmer opte pour un simple plain-chant, « fonctionnel, compréhensible et réalisable par tout membre persévérant d'une congrégation ».
La litanie anglaise est publiée avec un simple plain-chant basé sur celui utilisé dans le rite de Sarum. Au départ, le Livre de prière commune est publié, sans musique, faute de temps pour remplacer tout le corpus musical de l'Église latine. Le théologien Gordon Jeanes considère que « musicalement, la plus grande perte est celle de l'Hymnody (en), qui reflète le manque de talent de composition de Cranmer lui-même ».
Le Book of Common Prayer de John Merbecke, publié en 1550, utilise également de simples arrangements musicaux de plain-chant. Ils sont destinés à être chanté uniquement par les « chanteurs » et non par la congrégation. Dans les petites églises paroissiales, toutes les parties étaient parlées. Les arrangements musicaux de Merbecke ont connu un regain de popularité au 19e siècle après avoir été remaniées pour être chantées par l'ensemble de la congrégation ; certaines de ces musiques sont restées en usage au 20e siècle.

## Accueil du livre
Le Livre de prières communes de 1549 est un compromis temporaire entre le point de vue des réformateurs et celui des conservateurs ; il conserve la structure traditionnelle de la messe tout en essayant de supprimer tout ce que les protestants considèrent comme de la superstition.
À sa sortie, les protestants reprochent à l'ouvrage le fait d'être sujet à interprétation de la part des catholiques romains. Le clergé conservateur profite d'ailleurs de certaines ambiguïtés du texte pour rendre la nouvelle liturgie aussi proche que possible de l'ancienne, y compris dans le rite de l'élévation lors de la célébration de l'Eucharistie. L'évêque Gardiner, pour sa part, se déclare favorable à la diffusion du livre de prières communes alors qu'il est en prison. L'historien Eamon Duffy note que de nombreux laïcs traitent le livre « comme un missel anglais ». Le Livre de prières communes est toutefois impopulaire dans les paroisses du Devon et de Cornouailles où son introduction est l'une des causes de la révolte du livre de la prière commune cette année-là, en partie parce que de nombreux Cornouaillais n'avaient pas une connaissance suffisante de l'anglais pour le comprendre mais également en raison de graves problèmes sociaux.
Globalement, les protestants considèrent que le livre est trop traditionnel. Martin Bucer recense 60 problèmes et Pierre Martyr Vermigli formule ses propres réserves. Entre 1548 et 1552 la théologie eucharistique évolue encore sous la pression des réformateurs ce qui rend le livre de prières de plus en plus controversé. Les protestants anglais rejettent notamment le concept de transsubstantiation lors de l'Eucharistie. Certains d'entre eux défendent la vision symbolique de Zwingli qui niait qu'un réel sacrifice ait lieu pendant chaque messe, considérant que le Christ n'a souffert le martyre qu'une seule fois et pour l'éternité. Pour lui, l'eucharistie devait donc n'être célébré qu'en mémoire du sacrifice. Des protestants moins radicaux comme Bucer et Cranmer défendent l'idée d'une présence pneumatique pendant le déroulement de l'Eucharistie. Cranmer lui-même avait déjà adopté des vues réceptionnistes (en) sur la Sainte-Cène. En avril 1552, une version révisée du Livre de prière commune est validé par un nouvel Acte d'uniformité ; celui-ci est utilisé dès le 1er novembre.
Des siècles plus tard, le livre de prières communes de 1549 devient populaire parmi les Anglo-Catholiques, ce qui aurait probablement surpris et affligé Cranmer. Au début du XVIIIe siècle, les non-jurés (en) ont aussi débattu de l'importance du livre de prières. Par ailleurs, l'Église épiscopalienne écossaise adopta occasionnellement la forme de communion de 1549 plutôt que la version du livre de prières de 1662, et ce, du début du XVIIIe siècle, jusqu'à la création de liturgies autochtones en 1718.